# Роман Кармен
Роман Лазаревич Кармен (29 ноември 1906 г. Одеса, Руска империя – 28 април 1978 г. Москва, Съветски съюз) е съветски режисьор, сценатист, кинодокументалист и военен кореспондент от еврейски произход.

## Живот и кариера
Истинското му име е Роман Корнман. Кармен е псевдонимът на баща му Лазар Корнман, известен журналист от Одеса. От 1923 до 1930 г. работи като фотограф-репортер във вестник „Огоньок“. През 1932 г. завършва обучението си за оператор във ВГИК. От 1930 г. започва работа в студията за документално кино (днес известни като Руска централна филмова и видеостудия за кинохроника, документални и образователни филми) в Москва. През 1939 г. става член на Комунистическата партия на Съветския съюз.
Между 1936 и 1939 г. живее в Испания. Той става известен с филм, който прави по време на Гражданската война в Испания и печели признанието на режисьори от всички политически убеждения.
Работи на фронтовата линия през Втората световна война, ръководейки група оператори. На 23 юли 1944 г. съветските войски откриват нацисткия концентрационен лагер Майданек за първи път в историята на войната. Майданек е първото официално доказателство за „промишленото клане“, извършено от нацистите. Кармен остава шокиран от нивите със зеле, в които пепелта от комините на крематориумите, в които са игаряни лагеристите, се използва за тор, заснема отблизо и прави впечатляващи кадри. Изображенията обаче дълго време не се разпространяват в световните медии, защото се смятат за съветска пропаганда.
От 1960 г. ръководи обучението на студенти по документално кино във ВГИК. Той също така продуцира много произведения за документалното кино.
Роман Кармен е удостоен със званието почетен артист на Република Азербайджан през 1959 г., Народен артист на Съветския съюз през 1971 г. и Герой на социалистическия труд през 1971 г. Погребан е с церемония в Москва.

## Филмови стилове
Документалният стил на Кармен е едновременно ефектен и противоречив. Последователното повторение на ключови кадри е неговата отличителна черта. Той документира вдигането на обсадата на Ленинград през 1942 г. (Ленинград в борьбе, 1942 г.), победата на Виетмин при обсадата на Диен Биен Фу през 1955 г. (Вьетнам, 1955 г.) и нахлуването в Куба от екстремисти, водени от Фидел Кастро. През 1956 г. той документира слизането от кораба „Гранма“ от първо лице.
През 2001 г. френските режисьори на документални филми Доминик Шапюи и Патрик Барберис заснемат 90-минутен филм, наречен „Роман Кармен: Луд от киното в служба на революцията“. На следващата година Барберис публикува критичен негов портрет, наречен „Римският Кармен, Червената легенда“.

## Съветска пропаганда
Кармен е комунист и документира възхода на комунизма в Югоизточна Азия през 50-те години на XX век и в Южна Америка през 60-те години. Той получава лично разрешение за достъп до Мао Дзе-Дун в Китай, Хо Ши Мин във Виетнам, Фидел Кастро в Куба и президента социалист Салвадор Алиенде в Чили. Заснема Испанската гражданска война и Великата отечествена война. Пътува през целия си живот, за да отразява битките при Москва и Ленинград през Втората световна война и Първата война в Индокитай.